# 克莱森-格尔讷
克莱森-格尔讷（德語：Kleßen-Görne）是德国勃兰登堡州的一个市镇，隶属于哈弗尔兰县。总面积为42.19平方千米，截至2020年总人口为365人。